# Mířkov
Mířkov (en allemand : Mirikau, précédemment : Mirschigkau) est une commune du district de Domažlice, dans la région de Plzeň, en Tchéquie. Sa population s'élevait à 278 habitants en 2017.

## Géographie
Mířkov se trouve à 18 km au nord-nord-ouest de Domažlice, à 40 km à l'ouest-sud-ouest de Plzeň et à 125 km à l'ouest-sud-ouest de Prague.
La commune est limitée par Staré Sedlo et Mezholezy u Horšovského Týna au nord, par Semněvice à l'est, par Horšovský Týn au sud, et par Vidice à l'ouest.

## Histoire
La première mention écrite de la localité date de 1158.

## Administration
La commune se compose de deux quartiers :
- Křakov
- Mířkov